# Хассан ат-Тамбакти
Хассан Мохаммед аль-Тамбакти (араб. حسان تمبكتي،‎; род. 9 февраля 1999, Саудовская Аравия) — саудовский футболист, защитник клуба «Аль-Хиляль» и сборной Саудовской Аравии.

## Карьера
Игрок клуба «Аль-Шабаб». В основном составе пока не дебютировал.
В 2017 году выступал за сборную до 20 лет на чемпионате мира в Южной Корее.
Осенью 2018 года Хассан был включён в состав сборной до 19 лет для участия в чемпионате Азии среди юниоров. Полностью отыграл все 5 матчей на турнире.
В мае 2019 года вновь попал в заявку сборной до 20 лет на чемпионат мира в Польше. 28 мая забил гол в ворота Мали.

## Достижения
- Победитель юношеского чемпионата Азии 2018